# Dollar Down
Dollar Down è un film muto drammatico del 1925 diretto da Tod Browning.

## Produzione
Il film fu prodotto dalla Co-Artists Productions.

## Distribuzione
Distribuito dalla Truart Film Co., il film uscì nelle sale cinematografiche statunitensi nel settembre 1925.

### Conservazione
Copia della pellicola viene conservata negli archivi dell'UCLA Film and Television Archive .